# Munizipalität Chobi
Die Munizipalität Chobi (georgisch ხობის მუნიციპალიტეტი, Chobis munizipaliteti)  ist eine Verwaltungseinheit (etwa entsprechend einem Landkreis) in der Region Mingrelien und Oberswanetien im Westen Georgiens.

## Geographie
Verwaltungszentrum der Munizipalität Chobi ist die namensgebende Minderstadt (georgisch daba, დაბა) Chobi.
Im Nordwesten wird die 659,2 km² große Munizipalität Chobi von der Munizipalität Sugdidi, im Nordosten von der Munizipalität Tschchorozqu, im Südosten von der Munizipalität Senaki und im Südwesten vom Territorium der munizipalitätsfreien Stadt Poti begrenzt, alle ebenfalls in der Region Mingrelien und Oberswanetien. Im Westen grenzt die Munizipalität an das Schwarze Meer, im Süden auf einem relativ kurzen Abschnitt an die Munizipalität Lantschchuti der Region Gurien.
Die Munizipalität liegt überwiegend in der eine maximale Höhe von 10 m über dem Meeresspiegel erreichenden Kolchischen Tiefebene zu beiden Seiten des Flusses Chobiszqali und im Süden beidseitig des größten westgeorgischen Flusses Rioni; im hügeligen, bis zu gut 150 m hohen nordöstlichen Teil, der durch einen Höhenzug mit dem 466 m hohen Gipfel Urta bei Chobi abgegrenzt wird, nimmt sie hauptsächlich das Gebiet zwischen Chobiszqali und seinem rechten Nebenfluss Tschaniszqali ein.

## Bevölkerung und Verwaltungsgliederung
Die Munizipalität hat 27.800 Einwohner (Stand: 2021). Die Einwohnerzahl war mit 30.548 Einwohnern (2014) gegenüber der vorangegangenen Volkszählung (41.240 Einwohner 2002) um etwa ein Viertel gesunken, erheblich über dem Landesdurchschnitt. Zuvor war die Bevölkerung seit mindestens den 1930er-Jahren kontinuierlich gestiegen, sogar gegen den landesweiten Trend in den 1990er-Jahren, als das Gebiet infolge der faktischen Loslösung Abchasiens von Georgien viele Flüchtlinge (teils vorübergehend) aus dem Krieg in Abchasien 1992–1993 aufnahm.
Bevölkerungsentwicklung
Anmerkung: Volkszählungsdaten

Die Bevölkerung ist fast monoethnisch georgisch beziehungsweise mingrelisch (etwa 99,59 %); daneben gibt es eine kleine Zahl von Russen und Ukrainer (Stand 2014).
Die größten Ortschaften neben der Minderstadt Chobi (4242 Einwohner) sind mit jeweils über 1000 Einwohnern die Dörfer Lartschwa, Sabascho und Seni (2014).
Die Munizipalität gliedert sich in den eigenständigen Hauptort Chobi sowie 21 Gemeinden (georgisch temi, თემი beziehungsweise bei nur einer Ortschaft einfach „Dorf“, georgisch sopeli, სოფელი) mit insgesamt 57 Ortschaften, davon eine ohne ständige Einwohner:
| Gemeinde       | Anzahl Ortschaften | Einwohner (2014) |
| -------------- | ------------------ | ---------------- |
| Achalchibula   | 3                  | 1657             |
| Achalsopeli    | 3 1                | 1440             |
| Bia            | 3                  | 619              |
| Chamiskuri     | 3                  | 1234             |
| Cheta          | 5                  | 2775             |
| Dsweli Chibula | 1                  | 712              |
| Guripuli       | 2                  | 780              |
| Kariati        | 2                  | 744              |
| Kwemo Kwaloni  | 5                  | 2445             |
| Nodschichewi   | 5                  | 2085             |
| Patara Poti    | 1                  | 942              |
| Pirweli Chorga | 1                  | 601              |
| Pirweli Maissi | 3                  | 1746             |
| Qulewi         | 1                  | 280              |
| Sadschidschao  | 4                  | 2401             |
| Sagwitschio    | 1                  | 531              |
| Schawghele     | 1                  | 581              |
| Schua Chorga   | 3                  | 1170             |
| Semo Kwaloni   | 3                  | 542              |
| Torsa-Dghwaba  | 3                  | 958              |
| Tschaladidi    | 4                  | 2063             |

## Geschichte
Das Gebiet gehörte nach dem Zerfall des Königreiches Georgien vom 16. Jahrhundert bis in das 19. Jahrhundert durchgehend zum Fürstentum Mingrelien. Während der Zugehörigkeit Georgiens zum Russischen Reich und bis in die Anfangsjahre der Sowjetunion war es überwiegend Teil des Ujesds Sugdidi, der kleine Teil links des Rioni Teil des Ujesds Senaki, beide im Gouvernement Kutais. 1930 wurde der eigenständige Rajon Chobi ausgewiesen. Nach der Unabhängigkeit Georgiens wurde der Rajon 1995 der neu gebildeten Region Mingrelien und Oberswanetien zugeordnet und 2006 in eine Munizipalität umgebildet.

## Verkehr
Durch den zentralen Teil der Munizipalität mit dem Hauptort Chobi verläuft die internationale Fernstraße S1 (ს1) von Tiflis zur russischen beziehungsweise abchasischen Grenze (auf diesem Abschnitt zugleich Europastraße 97), durch den Süden von Senaki nach Poti die S2 (ს2; auf diesem Abschnitt zugleich Europastraße 60 und 97).
Die Nationalstraße Sch48 (შ48) ist eine Querverbindung von Chobi zur S2 bei Sabascho, von der die Sch97 (შ97) abzweigt, die dem Chobiszqali abwärts bis zur Mündung in das Schwarze Meer unterhalb des Dorfes Qulewi folgt. Dort befindet sich gut zehn Kilometer nördlich der Stadt Poti der neue, 2008 eröffnete Ölhafen Qulewi (englisch Kulevi oil terminal) der SOCAR für die Verschiffung aserbaidschanischen Erdöls. Von Chobi den Chobiszqali aufwärts führt die Sch87 (შ87) zur Sch6 (შ6) südlich des benachbarten Munizipalitätssitzes Tschchorozqu.
Parallel zur S2 im Süden der Munizipalität verläuft die wichtigste Eisenbahnverbindung Georgiens, die auf diesem Abschnitt 1872 eröffnete Strecke Poti – Tiflis (– Baku). Vor Poti zweigt eine Anschlussstrecke zum Ölhafen Qulewi ab. Durch Chobi führt die dort 1930 eröffnete Bahnstrecke Senaki–Adler, die allerdings infolge des Abchasienkonflikts im Grenzbereich unterbrochen ist und heute mit der kurz vor der Grenze abzweigenden Nebenstrecke nach Sugdidi endet.